# 보루시아 도르트문트 버스 폭탄 테러
보루시아 도르트문트 버스 폭발 테러(독일어: Anschlag auf den Mannschaftsbus von Borussia Dortmund)는 2017년 4월 11일 독일 도르트문트에서 독일의 축구 팀인 보루시아 도르트문트를 대상으로 일어난 급조폭발물 테러이다. 지그날 이두나 파르크에서 열리는 UEFA 챔피언스리그 8강 1차전을 치르러 가는 과정에서 3개의 폭탄이 폭발하였다. 이 과정에서 마르크 바르트라와 한 명의 경찰관이 부상당했지만, 강화유리로 된 버스로 인해 사망자가 발생하지는 않았다.
사건 현장에서는 독일의 IS에 대한 군사 개입에 대한 보복이며, 독일이 이슬람 국가 격퇴를 위해 배치한 독일 공군 정찰기를 철수하고 독일에 위치한 미군 기지인 람슈타인 공군 기지를 폐쇄할 것을 요구하는 내용이 작성된 편지가 발견되어 이슬람 국가와 연계된 테러일 가능성이 강하게 제기되었다.
그러나 조사 과정에서 검찰은 이러한 편지는 거짓 플래그임을 밝혀내고 보루시아 도르트문트의 주가 하락 시 수익을 내는 풋옵션을 매입한 용의자가 주가 하락을 노리고 범행했다고 발표하였다. 2017년 4월 21일, 독일 경찰은 독일계 러시아인인 세르게이 W.를 테러 혐의로 검거하였다.